# Забарино (Херсонская область)
Забарино (укр. Забарине) — село в Чулаковской сельской общине Скадовского района Херсонской области Украины.
Население по переписи 2001 года составляло 104 человека. Почтовый индекс — 75621. Телефонный код — 5539. Код КОАТУУ — 6522384503.

## Местный совет
75621, Херсонская обл., Голопристанский р-н, с. Рыбальче, ул. Набережная, 88